# Muzaffer Tosun
Muzaffer „Muci“ Tosun (* 12. Juni 1975 in West-Berlin) ist ein deutscher Boxer türkischer Abstammung.
Muzaffer Tosun, auch „Muci“ Tosun genannt, wurde als Sohn von türkischen Gastarbeitern in Berlin-Kreuzberg geboren, wo er auch seine Kindheit verbrachte. In seiner Jugendzeit war er Mitglied bei den 36 Boys. Sein Bruder Sinan Tosun (1972–2023) hatte nahe dem Kottbusser Tor einen Laden eröffnet, in dem er Kleidung mit Logos der 36 Boys vertrieb.
Muzaffer Tosun ist ehemaliger Internationaler Deutscher Meister der Leichtgewichtsklasse im Boxen und ehemaliger Kick-Box-Weltmeister in der Gewichtsklasse bis 61 kg. Als Kickboxer konnte er 2002 den Weltmeistertitel der WKA gewinnen.
2002 begann Tosun mit dem Profiboxen. Den Titel als Internationaler Deutscher Meister errang Tosun bereits in seinem fünften Profikampf. 2003 kämpfte er um den Interkontinental-Titel der WBA gegen Pedro Miranda, verlor diesen Kampf durch einstimmige Punktentscheidung.